# Джадельєн
Джадельєн (араб. جدليان) — місто в Тунісі. Входить до складу вілаєту Касерін. Станом на 2004 рік тут проживало 3 990 осіб.